# 마이클 틸슨 토머스
마이클 틸슨 토머스(Michael Tilson Thomas, 1944년 12월 21일 ~ )는 미국의 지휘자, 피아니스트, 작곡가이다. 현재 플로리다주 마이애미비치에 위치한 미국의 오케스트라 아카데미 뉴 월드 심포니의 예술 감독을 맡고 있다. 또, 샌프란시스코 교향악단의 음악 감독 수상자, 런던 교향악단의 지휘자 수상자이기도 하다.

## 생애
틸슨 토머스는 각각 브로드웨이 무대 관리자와 중학교 역사 교사인 테드와 로버타 토머스로부터 미국 캘리포니아주 로스엔젤레스에서 태어났다. 맨해튼의 이디시 극장 구역에서 공연했던 보리스와 베시 토마스셰프스키의 손자이다. 틸슨 토머스의 증조부인 핀커스와 그의 아버지 테오도르 헤르츨 토마셰프스키도 시인이자 화가였다.
그는 외동이었고 음악 신동이었다. 틸슨 토머스는 존 크라운과 함께 피아노를 공부했고, 서던캘리포니아 대학에서 잉골프 달 아래서 작곡과 지휘를 공부했다. 프리델린드 바그너의 학생으로서 바이로이트 축제의 조교이자 보조 지휘자를 맡기도 했다.
40년 넘게 사귄 조슈아 로비슨(Joshua Robison)과 함께 샌프란시스코에서 살고 있다. 이들은  2014년 11월 2일에 결혼했다. 2022년 3월, 다형 교모세포종(glioblastoma multiforme)이라는 뇌종양 진단을 받았다.

## 작곡 목록

### 오케스트라
- From the Diary of Anne Frank (1990) for narrator and orchestra
- Shówa/Shoáh (1995)
- Agnegram (1998)
- Whitman Songs (1999) for vocal baritone and orchestra
- Poems of Emily Dickinson (2002) for vocal soprano and orchestra
- Urban Legend (2002) for contrabassoon and orchestra
- Four Preludes on Playthings of the Wind (2016) for mezzo-soprano, 2 female back-up singers, chamber orchestra, and bar band

### 실내악 합주단
- Street Song for Symphonic Brass (1988) for 3 C trumpets, B-flat flugelhorn, 4 horns in F, 2 trombones, bass trombone, and tuba
- Street Song for Brass Quintet (1988) for brass quintet
- Five Songs (1988) for vocal baritone and piano
- Grace (1993) for vocal soprano
- Fame, from Poems of Emily Dickinson (2001)
- Island Music (2003) for 2 solo marimba, 2 tutti marimba, and 2 percussion
- Notturno (2005) for flute and string quintet + harp (also available for flute and piano)
- Stay Together (2006) for electronics

## 같이 보기
- 샌프란시스코 교향악단